# 吉惠 (天順進士)
吉惠（1434年—？），字澤民，南直隶鎮江府丹徒縣人，明朝官员。進士出身。

## 生平
應天府鄉試第七十四名。天順元年（1457年）丁丑科會試第四十八名，殿試登進士第三甲第三十一名。

## 家族
曾祖吉子榮。祖父吉彥名。父亲吉廷珪。